# لیدنی
latitudeلیدنیlongitudeلیدنی
لیدنی (به انگلیسی: Lydney) یک شهرک در بریتانیا است که در گلاسترشر واقع شده‌است.

## خصوصیات
لیدنی ۸٬۹۶۰ نفر جمعیت دارد.